# Historia Serbii

## Od czasów prehistorycznych doWielkiej wędrówki ludów

### Tereny Serbii

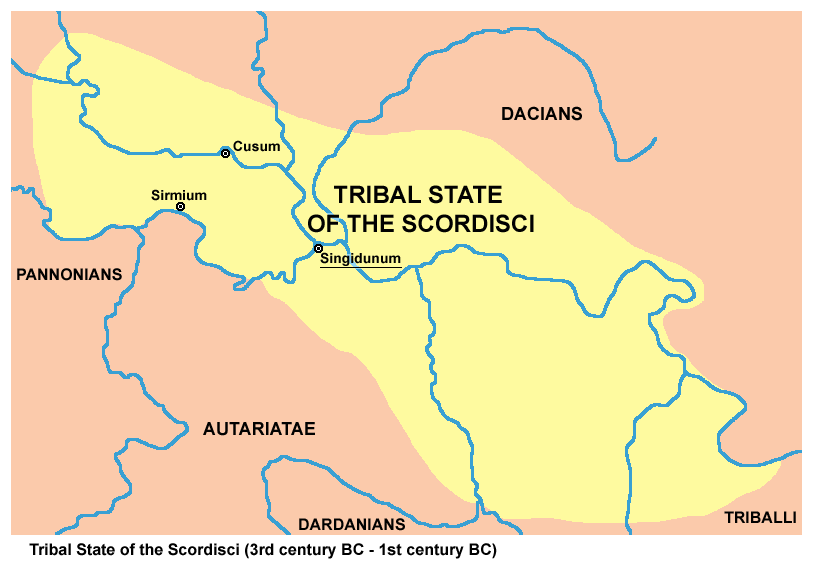
Celtyckie państwo Skordysków (III-I w. p.n.e.)

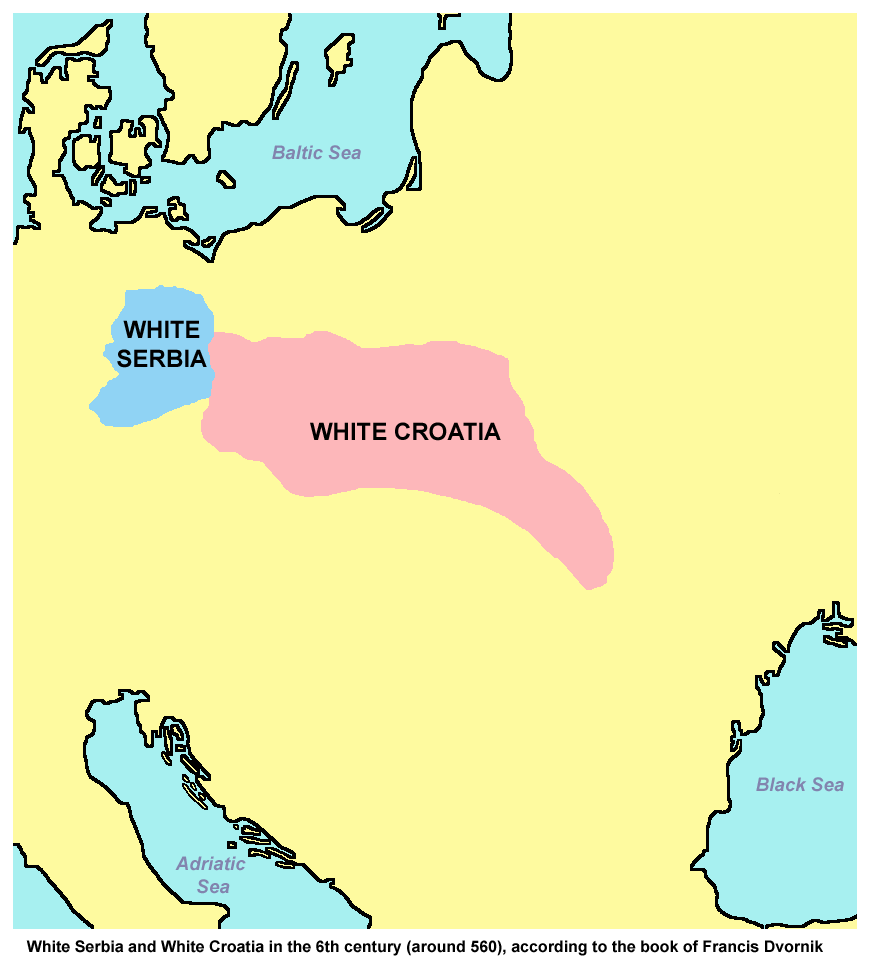
Biała Serbia i Biała Chorwacja przed wędrówkami na południe (ok. 560 r.)

Tereny, na których zlokalizowana jest współczesna Serbia, były zamieszkane jeszcze w paleolicie, udokumentowano też ślady kultur mezolitycznych i neolitycznych. Stanowiły też obszar przemieszczania się ludów.
W czasach starożytnych częściowo pod wpływami Ilirów, Dardanów, Traków, jak również Starożytnej Macedonii. W IV wieku p.n.e. terytorium stanowiło obszar ekspansji Celtów – celtyckie plemię Skordysków w początkach III w. p.n.e. założyło swoją stolicę w Singidunum, w obrębie obecnego Belgradu.
W I wieku p.n.e. rozpoczął się podbój tych ziem przez Rzymian – Rzymianie podbili tereny dzisiejszej Serbii – zajęte ziemie weszły w skład prowincji Mezja, Dalmacja i Panonia.
Grody Singidunum, Sirmium (dziś Sremska Mitrovica) i Viminacium (współcześnie Kostolac), zostały połączone za pomocą Via Militaris (Via Diagonalis, Via Singidunum) – drogi rzymskiej, prowadzącej do Konstantynopola.
Po podziale Cesarstwa Rzymskiego w 395 roku tereny współczesnej Serbii znalazły się na pograniczu Cesarstwa wschodniorzymskiego. W późniejszych wiekach terytorium wielokrotnie wychodziło spod panowania Bizancjum, zmieniając przynależność państwową bądź będąc zdobywanym i łupionym, m.in. przez Hunów, Sarmatów, Gepidów i Ostrogotów, a następnie Awarów. W wyniku wojen oraz moru Justyniania tereny dzisiejszej Serbii zostały silnie wyludnione, a następnie utracone przez cesarza Maurycjusza ostatecznie na początku VII wieku.

## Osadnictwo słowiańskie na Bałkanach i wczesne państwa Serbów

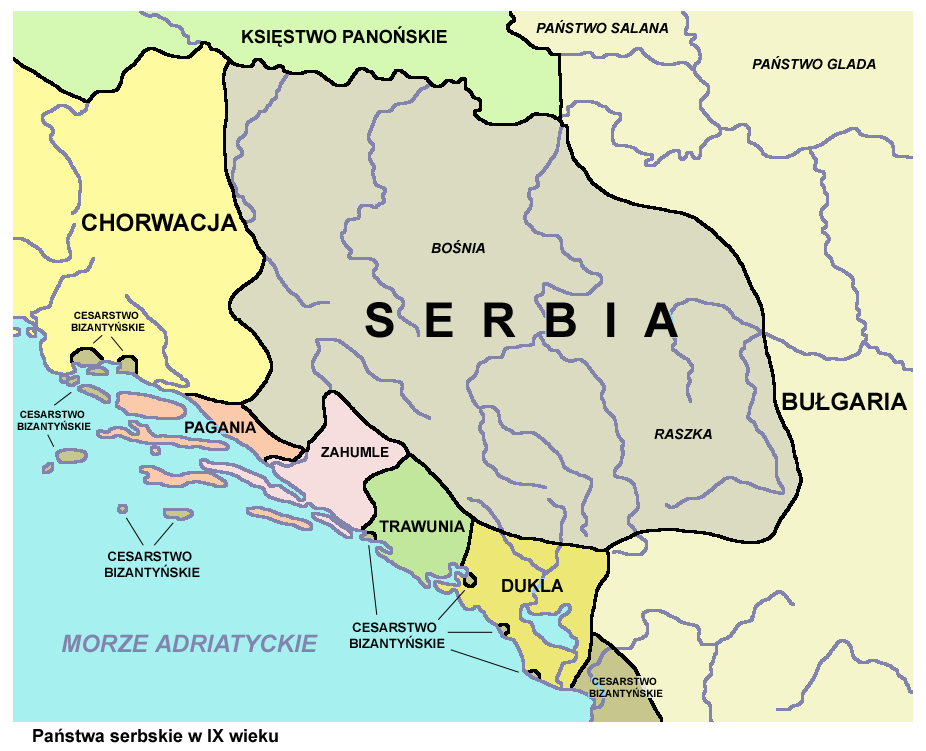
Państwa południowosłowiańskie w IX-X wieku

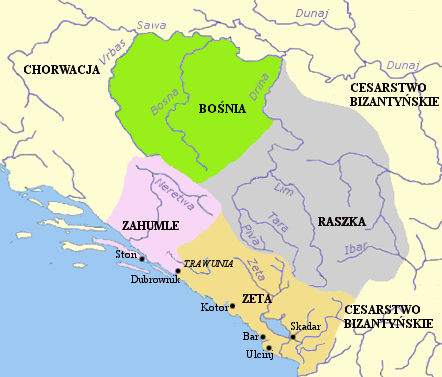
Państwa serbskie około 1050 roku

W VII wieku plemiona Serbów opanowały część Cesarstwa Bizantyjskiego (nazwanego przez nich Zagorjem). W kolejnych dziesięcioleciach powstawały kolejne średniowieczne państwa serbskie: Serbia Wyszesławiców, Księstwo Dukli, Zahumle, Trawunia.
W IX w. miała miejsce misja Cyryla i Metodego w Serbii; W II poł. IX w. – Serbowie przyjęli chrzest
W X i XI wieku uformowały się serbskie państwa – Raszka oraz Królestwo Zety.
Na połowę XI wieku datuje się najstarsza kronika serbska pt. Historia Królestwa Słowian czyli Latopis Popa Duklanina.

## Serbia między XII a XV wiekiem
W XII w. wielki żupan Raszki Stefan Nemania (założyciel dynastii Nemaniciów) zjednoczył ziemie serbskie.
W 1346 król Serbii Stefan Urosz IV Duszan ustanowił Carstwo Serbskie, które zyskało władzę nad Despotatem Epiru (1348–1356), jednak utraciło m.in. Belgrad. Po śmierci cara w 1355 roku rozpadło się na kilka księstw, a wkrótce (1371) upadło.
W roku 1369 w ramach ekspansji na Bałkanach sułtan osmański Murad I zdobył Adrianopol (Edirne) i wkrótce przeniósł tam swoją stolicę. Następnie Osmanowie rozpoczęli wojnę z Bułgarami i Serbami – pokonali Serbów w bitwie nad Maricą w roku 1371. To zwycięstwo „zapewniło Osmanom większą część ówczesnego państwa bułgarskiego, podczas gdy Serbowie i Bizantyńczycy zostali sprowadzeni do statusu płacących trybut wasali osmańskiego sułtana”.
W drugiej połowie lat siedemdziesiątych XIV wieku Turcy kontynuowali ekspansję na Bałkanach. Serbowie, Bułgarzy i Bośniacy zjednoczyli się przeciwko Muradowi i pokonali osmańską armię pod Plocznikiem w roku 1388. Błyskawiczna osmańska kampania tego samego roku zmusiła Bułgarów do kapitulacji. Z kolei wiosną następnego roku Serbowie zostali rozgromieni w bitwie na Kosowym Polu, w której zginął m.in. serbski władca Łazarz I Hrebeljanović.
W roku 1393 kolejny władca serbski Stefan Lazarević został zmuszony do złożenia hołdu przez sułtana Bajezida Błyskawicę, który podbił jednocześnie bułgarskie Carstwo Widyńskie i umocnił pozycję turecką na Bałkanach. Sułtan potwierdził dominację następnie w 1396 przez rozgromienie zmobilizowanej przeciwko niemu krucjaty w Bitwie pod Nikopolis. Serbski despota wystąpił w tej bitwie po stronie osmańskiej; w kolejnych latach Serbia funkcjonowała głównie jako despotat o ograniczonej samodzielności względem Imperium Osmańskiemu.
W 1428 Turcy panujący nad terenami Albanii i Bułgarii zniszczyli południową Serbię i zajęli na stałe kilka miast i twierdz, a wśród nich Nisz i naddunajski Gołąbiec. Próba odwetowej wyprawy pod wodzą serbskiego despoty Jerzego Brankovicia, wspieranego przez wojska węgierskie wśród których był również oddział rycerstwa z Korony Królestwa Polskiego, została pod Gołąbcem rozbita przez Turków (zginął wówczas rycerz polski Zawisza Czarny).
W 1459 roku podjęta została ostatnia próba wzmocnienia serbskiej samodzielności poprzez sojusz z Bośnią; zwierzchnictwo nad Serbami uzyskał wówczas Stefan VI Tomaszević, w tym samym roku zmuszony przez Turków do ustąpienia. Główna twierdza i siedziba władz Serbii, Semendria (Smederevo), została ostatecznie obsadzona przez Turków, a despotat uległ faktycznej likwidacji.
Przez pewien czas (do 1537 roku) emigracyjni serbscy despoci władali terenami powierzonymi im w ramach Królestwa Węgier.

## Serbia pod okupacją
Po utracie niezależności dawne posiadłości Serbii stały się przestrzenią stałego konfliktu pomiędzy Imperium Osmańskim a Monarchią Habsburgów i Republiką Wenecką. W konfliktach tych wykorzystywane i podsycane były animozje, przede wszystkim na tle religijnym (rolę odgrywali tu m.in. patriarchowie Serbskiego Kościoła Prawosławnego). W okresie tym doszło do tzw. wielkich wędrówek Serbów (serb. Velike seobe Srba), w wyniku których doszło do masowego opuszczania terenów podległych Turcji, zasiedlania ziem, na których Serbowie nie byli wcześniej licznie obecni (np. Wojwodiny), jak i do tworzenia nowych struktur osadniczych, gospodarczych i militarnych (np. adriatyccy piraci – uskokowie czy dunajska flotylla szajkaszy).
W wyniku wojen granica między Imperium Osmańskim a Monarchią Habsburgów wielokrotnie ulegała zmianom, a poszczególne części dawnej Serbii i ludności serbskiej zmieniały przynależność państwową.

## Serbia w XIX i XX wieku
Po kilkuset latach panowania osmańskiego, w początkach XIX wieku nasiliły się starania o odzyskanie samodzielności – doszło do dwóch powstań serbskich w latach 1804–1815. W ich wyniku funkcjonowało państwo powstańcze, które ostatecznie uzyskało autonomię w 1815 roku.
Od XIX wieku na terenach Serbii funkcjonowały kolejne państwa:
- Księstwo Serbii (1815–1882)
- Królestwo Serbii (1882–1918)
- Państwo Słoweńców, Chorwatów i Serbów – efemeryczny byt państwowy (1918)
- Królestwo Serbów, Chorwatów i Słoweńców (Królestwo SHS) (1918–1929)
- Królestwo Jugosławii (1929–1941) (formalnie do 1945)
- Serbia Nedicia (1941–1944) – pod zwierzchnictwem III Rzeszy
- Socjalistyczna Federacyjna Republika Jugosławii (1945–1992), do 1964 jako Federacyjna Ludowa Republika Jugosławii
- Federalna Republika Jugosławii (1993–2003)
- Serbia i Czarnogóra (2003–2006)

## Serbia współczesna
5 czerwca 2006 roku po rozpadzie federacji Serbii i Czarnogóry ustanowiona została jako samodzielne państwo Republika Serbii (serb. Република Србија, Republika Srbija).